# Carles Puigdomènech i Cantó
Carles Puigdomènech i Cantó (Moià, 8 de gener de 1963) és un advocat i polític català, diputat al parlament de Catalunya en la VI i VII Legislatures.

## Biografia
Llicenciat en Dret, Ciències Polítiques i Sociologia; té un màster en urbanisme. Des del 1988 dirigeix el seu propi bufet d'advocats especialitzat en dret administratiu, urbanisme i civil immobiliari; és funcionari en excedència de la Generalitat i ha estat cap d'assessoria jurídica de l'Institut Català del Sòl. És professor associat de dret administratiu de la Universitat de Barcelona. Ha estat diputat al Parlament de Catalunya a les eleccions al Parlament de Catalunya de 1999 i 2003 per CiU, on ha estat portaveu d'urbanisme i habitatge. És membre fundador de l'associació El Matí, col·labora habitualment al digital El Matí.cat i és vicepresident de l'associació Persona i Democràcia.